# الدوري التشيكي لكرة القدم 2007-08
الدوري التشيكي لكرة القدم 2007-08 (بالتشيكية: Gambrinus liga 2007/08)‏ هو الموسم 15 من  الدوري التشيكي لكرة القدم. أقيم خلال الفترة 4 أغسطس 2007 وحتى 17 مايو 2008، وكان عدد الأندية المشاركة فيه  16، وفاز فيه سلافيا براغ.